# Jadwiga Wierzbiańska
Jadwiga Wierzbiańska z Laszczków  (ur. 4 lutego 1902 w Krakowie, zm. 20 kwietnia 1983) – polska prawniczka, nauczycielka, harcerka, harcmistrzyni, komendantka Śląskiej Chorągwi Żeńskiej (1927–1931), Naczelniczka Harcerek w latach 1931–1937.

## Życiorys
Po rozpoczęciu nauki w gimnazjum klasycznym, po wybuchu I wojny światowej przeniosła się z rodziną do Wiednia, skąd wróciła w 1916 roku do Krakowa, gdzie kontynuowała naukę w Gimnazjum im. Adama Mickiewicza. Była członkinią tajnej niepodległościowej organizacji młodzieżowej, Związku Młodzieży Polskiej „Zet”. W 1917 roku wstąpiła do 3 Żeńskiej Drużyny Harcerek im. Narcyzy Żmichowskiej. Od 1919 roku była przyboczną i zastępową zuchów. W 1920 roku zdała maturę. W 1921 roku ukończyła roczny kurs w Akademii Handlowej w Krakowie. Jej zastęp przekształcił się w drużynę o nazwie 1 Żeńska Drużyna Harcerska im. Królowej Jadwigi. Była drużynową tej drużyny do 1926 roku.
W latach 1921–1925 studiowała na Wydziale Prawa Uniwersytetu Jagiellońskiego, studia ukończyła z dyplomem magistra prawa, od 1924 roku była komendantką Hufca Żeńskiego w Krakowie. W roku 1926 ukończyła dwuletnią Szkołę Nauk Politycznych UJ.
W latach 1927–1932 pracowała w charakterze referendarza w Wydziale Oświecenia Publicznego Śląskiego Urzędu Wojewódzkiego w Katowicach. W 1927 roku została wybrana komendantką Śląskiej Chorągwi Żeńskiej, funkcję tę pełniła do 1931 roku. Od 1928 roku do wybuchu wojny była członkinią Naczelnej Rady Harcerskiej, a 1 lutego 1931 roku została wybrana Naczelniczką GK Żeńskiej (od 1933 roku Naczelniczka Harcerek). Stanowisko to piastowała do 1937 roku.
W 1932 roku przeniosła się do Warszawy i podjęła pracę w Ministerstwie Wyznań Religijnych i Oświecenia Publicznego na stanowisku referendarza, a od 1933 roku pracowała w Państwowym Żeńskim Gimnazjum i Liceum Handlowym w Warszawie. W 1939 roku, po ukończeniu kursu pedagogicznego uzyskała dyplom nauczyciela szkół średnich w zakresie ekonomii i prawoznawstwa.
We wrześniu 1939 roku pracowała w komendzie Pogotowia Harcerek. Od kwietnia do września 1940 roku z ramienia PH prowadziła dom dziecka w Nowinkach dla 70 dzieci-ofiar wojny. Później pracowała jako nauczycielka, biorąc aktywny udział w tajnym nauczaniu. W 1942 roku przeniosła się do Krakowa, a w latach 1944–1945 mieszkała w Zakopanem, skąd po wojnie wróciła do Krakowa, gdzie uczyła w tamtejszych szkołach średnich do 1972 roku, kiedy przeszła na emeryturę.
Została pochowana na cmentarzu w Falenicy, gdzie mieszkała przez ostatnie 4 lata życia.

## Awanse harcerskie(stopnie instruktorskie)
- przodowniczka – Rozkaz Naczelnictwa ZHP L.4 z 12.01.1922 z dniem 9.11.1921[2]
- podharcmistrzyni – Rozkaz Naczelnictwa ZHP L.6 z 23 marca 1923 z dniem 1 marca 1923[2]
- harcmistrzyni – 1928 (po reorganizacji stopni instruktorskich w 1927 roku)[1]

## Odznaczenia
- Srebrny Krzyż Zasługi[1][3]

## Życie prywatne
Jadwiga Laszczka była córką Konstantego (1865–1956), rzeźbiarza, profesora, a później rektora ASP w Krakowie, i Marii ze Stroińskich (1869–1911). Miała dwóch starszych braci: Bogdana (1898–1977) i Czesława (1900–1985) oraz młodszą siostrę Janinę (1905–1979, zamężną Murczyńską, również harcmistrzynię.
W 1931 roku wyszła za Mariana Wierzbiańskiego, z którym miała syna Krzysztofa (ur. w 1938) i córkę Teresę (ur. w 1941), zamężną Janotę.